# PGC 50779
PGC 50779, nota a volte anche come Galassia del Compasso, è una galassia a spirale nella costellazione del Compasso.
Si individua circa 5 gradi a SSE della brillante stella β Centauri; appare fortemente oscurata dalle polveri galattiche, trovandosi proprio a pochissimi gradi dall'equatore galattico, sebbene appaia anche incredibilmente luminosa, nonostante il suo forte oscuramento. Diventa osservabile già con un telescopio da 200mm di apertura. Si tratta di una galassia con una grande luminosità apparente, al punto che se non fosse oscurata dalla Via Lattea, sarebbe senza dubbio una delle galassie più brillanti del cielo meridionale. Dista circa 13 milioni di anni-luce.